# Йоганнес Ніколаус Брьонстед
Йога́ннес Нікола́ус Брьо́нстед (дан. Johannes Nicolaus Brønsted, 22 лютого 1879, Варде, Данія — 17 грудня 1947, Копенгаген, Данія) — данський фізико-хімік, автор теорії кислот і основ (спільно з Т. Лоурі), професор хімії Копенгагенського університету.

## Біографія
У 1897 році вступив до Копенгагенського університету, котрий закінчив у 1902 році зі ступенем магістра. З 1905 року працював у своєму університеті, де в 1908 році отримав ступінь доктора наук і звання професора.
У 1926 році його запросили до США для читання лекцій у кількох навчальних закладах, зокрема Єльському та Колумбійському університетах. Там він у 1929 році став членом Американської академії мистецтв і наук.
Із 1930 до 1947 рік обіймав посаду директора Фізико-хімічного інституту Вищої технічної школи в Копенгагені.

## Наукова робота
Основні роботи Брьонстеда присвячені хімічній кінетиці, каталізу і термодинаміці розчинів.
У 1920-х роках Брьонстед разом із Дьєрдем де Гевеші працював над розділенням ізотопів шляхом фракційної перегонки, а також над визначенням атомних мас ртуті і хлору.
Спираючись на зібрані у дослідженнях розчинів солей дані, у 1923 році Брьонстед запропонував нове трактування терміна кислота. Він виділяв кислоти й основи в залежності від тієї ролі, яку відіграє йон H+ у системі кислота-основа:
кислота {\displaystyle \mathrm {\rightleftarrows } } основа + H+
Згідно його бачення кислотно-основна теорія описувалася такими положеннями:
- кислота є донором протона, а основа — акцептором;
- кислоти та основи існують лише як спряжені пари;
- протон у водних розчинах перебуває лише у формі гідроксонію H3O+.

Цю думку, незалежно від Брьонстеда, також висловив англійський хімік Томас Мартін Лоурі. Подальшим розвитком водневої теорії Брьонстеда і Лоурі є визначення кислоти, запропоноване радянським науковцем Михайлом Усановичем.
Також Брьонстед приділяв увагу вивченню реакцій, що каталізуються кислотами й основами, він встановив кількісне співвідношення між силою кислот чи основ та їхньою каталітичною активністю (рівняння Брьонстеда)